# Чандмань
Чандмань – сомон аймаку Говь-Алтай, Монголія. Територія 4,7 тис км кВ, населення 2,2 тис. Центр – селище Тал шанд знаходиться на відстані 190 км від міста Алтай та 970 км від Улан-Батора. Є школа, лікарня, сфера обслуговування.

## Рельєф
Гори: хребти Гичгена (3360 м), Чандмань. Річка Хурхрее, озеро Хутаг

## Клімат
Різкоконтинентальний клімат. Середня температура січня -18-20 градусів, липня +20 градусів. Протягом року в середньому випадає 160-200 мм опадів.

## Корисні копалини
Залізна руда, кам’яне вугілля, хімічна сировина. Є вугільний кар’єр

## Тваринний світ
Водяться лисиці, вовки, сарни, аргалі, манули, дикі кози, зайці, тарбагани.